# パンジ・スティック

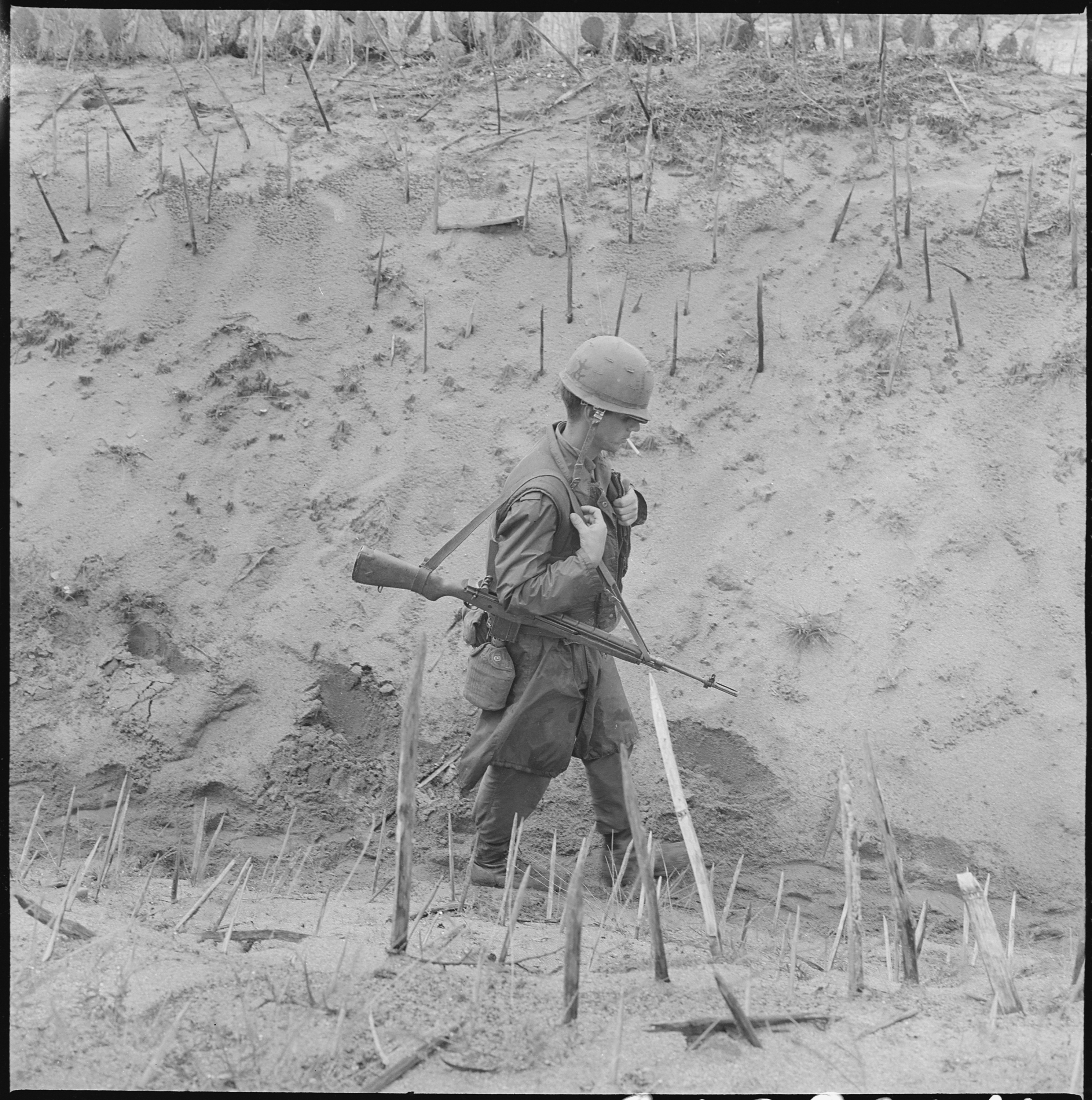
パンジ・スティックの合間を歩くアメリカ兵（1966年）

パンジ・スティック（英語: Punji stick）またはパンジ・ステーク（英語: Punji stake）は、先端を尖らせた竹や木の断片で、簡易なブービートラップや障害物として用いられる。日本でも似たように木などで作られたものが弥生時代や江戸時代に使われ、乱杭、乱杙（らんぐい）と呼ばれた。

## 概要
古代のカルトロップなどに似たようなもので、パンジという言葉自体はパンジャーブ地方の動物用の罠に由来するともいう。ベトナム戦争において南ベトナム解放民族戦線（ベトコン）は各種のブービートラップを用いたが、単純でありながら効率的に敵を殺傷できるパンジ・スティックはその代表格として知られることとなった。ベトナムで用いられたパンジ・スティックは多くの場合30cmないし60cm程度の長さで、火入れをして硬化させることにより先端の鋭利さが長く保たれるようにしてあった。さらに、傷を化膿させるため人や動物の糞尿を塗る場合もある。
最もありふれた使用方法は、ジャングルの中で、敵が通ると予測される道に少し角度をつけて立てておくことである。靴底に鉄板が入っていない限り、標準的なコンバット・ブーツでは踏み抜いてしまう。その他、中央部の薄い板を踏み割ると左右のパンジ・スティックが下肢部に突き刺さる手製のトラバサミや、落とし穴の底にパンジ・スティックが植えられたパンジ・ピット（英語: Punji pit）、ワイヤートラップによりパンジ・スティックのついた仕掛けが作動する通称「マレーの門」（英語: Malayan gate）など多種多様だった。落とし穴方式の場合、パンジ・スティックを穴の底に向かって斜めに仕掛けておくと、銛のかえしのように突き刺さるため落ちた体を容易に抜け出せなくなり、犠牲者や救出者に穴を掘り広げるといった手間を強いることになる。
この手のブービートラップは、単に物理的な効果のみならず心理的なそれをももたらす。ベトナム戦争でブービートラップが広く用いられた結果、これに直面したアメリカ軍とベトナムの民衆との間には埋めがたい間隙と不信が生じた。ベトナム人は、たとえその存在を知っていたとしても、アメリカ兵に罠の在りかを教えたりはしなかったからである。

## 参考資料
- Shepard, G.H.; Rich, N.M.; Dimond, F. (1967), “Punji stick wounds: experience with 342 wounds in 324 patients in Vietnam.”, Annals of Surgery (Lippincott, Williams, and Wilkins) 166:  902–907 2019年1月24日閲覧。
- Olson, J.S., ed. (1999), “BOOBY TRAPS”, Historical Dictionary of the 1970s, Greenwood Publishing Group, p. 56
- Tucker, S.C. (2011), “Punji Stake”, in Tucker, S.C., The Encyclopedia of the Vietnam War: A Political, Social, and Military History, 2nd Edition, ABC-CLIO, pp. 949-950